# Gideon Freitag
Gideon Freitag (in ebraico גדעון פרייטג‎?; 11 ottobre 1943) è un ex cestista israeliano.

## Carriera
Con Israele ha partecipato ai Campionati europei del 1965.

## Palmarès
- Campionato israeliano: 5

Maccabi Tel Aviv: 1961-62, 1962-63, 1963-64, 1966-67, 1967-68
- Coppa di Israele: 4

Maccabi Tel Aviv: 1962-63, 1963-64, 1964-65, 1965-66